# Tamás Andó
Tamás Andó [tamáš andó] (1924 – 10. srpna 1995 Békéscsaba) byl maďarský fotbalový brankář. V Československu působil jako repatriant po druhé světové válce.

## Hráčská kariéra
V maďarské lize chytal za Békéscsaba TSE. V československé lize hájil branku Jednoty Košice.

### Prvoligová bilance
| Ročník              | Zápasy | Góly | Minuty | Nuly | Klub           |
| ------------------- | ------ | ---- | ------ | ---- | -------------- |
| I. liga 1945/46     | 20     | 0    | 1 800  | 2    | Békéscsaba TSE |
| I. liga 1945/46     | –      | 0    | –      | –    | Jednota Košice |
| I. liga 1946/47     | –      | 0    | –      | –    | Jednota Košice |
| CELKEM I. ČS. LIGA  | –      | 0    | –      | –    |                |
| CELKEM I. MAĎ. LIGA | 20     | 0    | 1 800  | 2    |                |